# Distretto di Romny
Il distretto di Romny (in ucraino Роменський район?) è un distretto nell'oblast' di Sumy, in Ucraina. Il suo centro amministrativo è la città di Romny Ha una popolazione di 107 509 abitanti.
Il 18 luglio 2020, come parte della riforma amministrativa dell'Ucraina, il numero di distretti dell'oblast di Sumy è stato ridotto a cinque e l'area del distretto di Romny è stata notevolmente ampliata.